# Lúd-játék

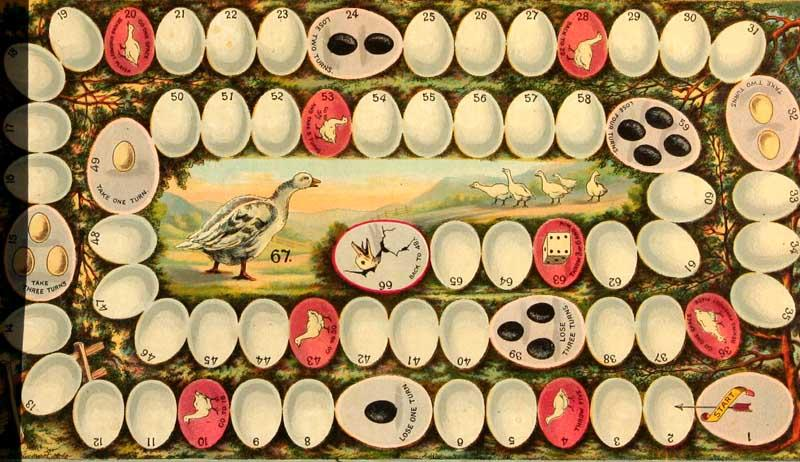
Lúdjáték

A lúd-játék asztali, táblás, körökre osztott társasjáték, amelyet 2-6 személy játszhat (nem azonos a Liba-játékkal).

## Történet
A játék eredete a 16. századig nyúlik vissza, a 19. század végének volt egyik legnépszerűbb társasjátéka. A játék egy példányát Francesco de’ Medici ajándékként küldte II. Fülöp spanyol királynak 1574 és 1586 között.  Az egyik elmélet szerint a játék a Templomos Rendből származik, és a galíciai királyságbeli Santiago de Compostelába vezető zarándokutat képviseli. 

## Játék leírása
- A játék 63, egymást követő számozott mezőn zajlik, a játszók egy vagy két kockával dobnak, a dobás számának megfelelő mezőt haladnak előre.
- Az nyer, aki először érkezik meg a 63. mezőre.
- Aki túlfut a 63. mezőn, az visszafelé lép annyi mezőt, amennyivel túlfutna.
- Egy mezőn csak egy játékos (figurája) tartózkodhat. Ha másodiknak érkezik valaki már foglalt mezőre, akkor az elsőként érkezett annyit lép és abban az irányban, amelyik irányból és lépéssel érkezett a második játékos.
- Az 5, 9, 14, 18, 23, 27, 32, 36, 41, 45, 50, 54 és 59 mező „lúdmező”. Aki ilyen mezőre lép, az azonnal tovább lép annyi mezővel, ahányat dobott.
- Az első dobásnál, induláskor a 3+6-ot dobó a 26. mezőre lép.
- Az első dobásnál, induláskor a 4+5-öt dobó az 53. mezőre lép.
- A 6. mező a Híd. Az ide érkező játékos azonnal továbblép a 12. mezőre.
- A 19. mező a Fogadó. Aki ide lép, az két körből kimarad, kivéve, ha valaki kilöki. Aki kilöki, az marad ki két körre. A kilökött játékos arra a mezőre lép, ahonnan a kiszabadító érkezett.
- A 31. mező a Kút. Az ide lépő játékos addig marad itt, amíg más innen ki nem szabadítja. A kiszabadított játékos arra a mezőre lép, ahonnan a kiszabadító érkezett. A szabadító vár a következő szabadítóra.
- A 42. mező a Útvesztő. Az ide érkező játékos azonnal visszalép a 30. mezőre.
- Az 52. mező a Fogság. Az ide lépő játékos addig marad itt, amíg más innen ki nem szabadítja. A kiszabadított játékos arra a mezőre lép, ahonnan a kiszabadító érkezett. A szabadító vár a következő szabadítóra.
- Az 58. mező a Halál. Az ide érkező játékos elölről kezdi a játékot az 1. mezőről.

|     | 1   | 2      | 3  | 4   | Lúd | Híd      | 7  | 8      |
|     |     |        |    |     |     |          |    | Lúd    |
| Lúd | 37  | 38     | 39 | 40  | Lúd | Útvesztő |    | 10     |
| 35  | .   | .      | .  | .   | .   | 43       | 11 |        |
| 34  |     | Halál  | 59 | 60  |     | 44       | 12 |        |
| 33  | Lúd |        | 61 | Lúd | 13  |          |    |        |
| Lúd | 56  | 62     | 46 | Lúd |     |          |    |        |
| Kút | 55  | CÉL    | 47 | 15  |     |          |    |        |
| 30  | Lúd |        |    |     | 48  | 16       |    |        |
| 29  | 4+5 | Fogság | 51 | Lúd | 49  | 17       |    |        |
| 28  |     |        |    |     |     |          |    | Lúd    |
| Lúd | 3+6 | 25     | 24 | Lúd | 22  | 21       | 20 | Fogadó |

## Változatok
A lúd-játéknak számtalan verziója, mutációja létezik. Játsszák más mezőnevekkel, néha 63-tól eltérő mezőszámmal. Az egyik legismertebb táblamutáció Verne Gyula A különös végrendelet művében meghatározó szereppel bír.